# Party Monster
Cet article concerne le film américain sorti en 2003. Pour la chanson de The Weeknd, voir Party Monster (chanson).
Pour plus de détails, voir Fiche technique et Distribution.
Party Monster est un film américain de Fenton Bailey et Randy Barbato sorti en 2003.
Basé sur l'histoire vraie de Michael Alig (en) et tiré du livre Disco Bloodbath de James St. James (en), ce film décrit les débuts du mouvement Club Kids à New York.
Avant ce film, Fenton Bailey et Randy Barbato ont d'abord raconté l'histoire de Michael Alig sous forme d'un documentaire, Party Monster: The Shockumentary, sorti en 1998.

## Synopsis
Michael Alig rêvait de devenir le Andy Warhol des années 1990. Par son talent et son travail, il finira roi des soirées new-yorkaises.
Ses excès en tous genres le conduiront à la limite de l’overdose et au meurtre, celui de son dealer, le ténébreux Angel Menedez.

## Fiche technique
- Titre : Party Monster
- Réalisation : Fenton Bailey et Randy Barbato, d'après le livre Disco Bloodbath de James St. James
- Scénario : Fenton Bailey, Randy Barbato
- Photographie : Teodoro Maniaci
- Montage : Jeremy Simmons
- Musique : James Harry
- Casting : Susan Shopmaker
- Production : ContentFilm, Fortissimo Films, Killer Films, World of Wonder
- Distribution : Strand Releasing
- Pays d’origine : États-Unis
- Langue : anglais
- Durée : 99 min
- Date de sortie : 2003

## Distribution
- Macaulay Culkin : Michael Alig (en)
  - Brendan O'Malley : Michael jeune
- Seth Green : James Clark/James St. James (en)
  - Dillon Woolley : James jeune
- Chloë Sevigny : Gitsie
- Diana Scarwid : Elke
- Marilyn Manson : Christina Superstar
- Dylan McDermott : Peter Gatien (en)
- Mia Kirshner : Natasha
- Wilmer Valderrama : Superstar DJ Keoki (en)
- Daniel Franzese : The Rat/Clara The Carefree Chicken/Icy The Polar Bear/Dallas MC
- Natasha Lyonne : Brooke
- Wilson Cruz : Andre "Angel" Melendez (en)
- Justin Hagan : Robert "Freez" Riggs
- John Stamos : l'animateur du talk-show
- Amanda Lepore : elle-même (non crédité)
- Richie Rich (en) : lui-même (non crédité)

## À noter
- En 1994, Macaulay Culkin avait mis un terme à sa carrière d'acteur, ne supportant plus la pression du métier. Party Monster marque son retour au cinéma, neuf ans après Richie Rich.